# 宇宙企劃
，是日本第一家成人影片制造商。1981年，株式會社宇宙企劃成立。1983年，推出以日本美少女為主流的「美少女本番」的成人影片路線。1989年，業務移轉至旗下的BAZOOKA公司。1990年11月，改名為「MEDIA STATION」。由於日本成人影片產業競爭激烈，宇宙企劃至今已逐漸沒落。

## 外部連結
- 宇宙企畫（页面存档备份，存于）